# Sappho (von Saar)
Sappho ist eine Rahmenerzählung von Ferdinand von Saar. Sie entstand 1904 und wurde erstmals in der Österreichischen Rundschau veröffentlicht.

## Inhalt
Der Erzähler besucht einen Schriftsteller-Freund. Sie diskutieren über die Frauen-Emanzipationsliteratur. Der Schriftsteller will nun das Schicksal einer Frau anhand eines Briefes darlegen. Zuerst aber erzählt er, wie es zu diesem an ihn adressierten Brief kam.
Binnenerzählung:

Vor 25 Jahren ist der Schriftsteller zu einer Soirée geladen, bei der ihn die Gastgeber bitten, sich einer eingeladenen Schriftstellerin zu widmen, da sie niemanden kenne. So bringt er sie schließlich auch nach Hause. Auf dem Heimweg gestehen sich die beiden ihre Einsamkeit und vereinbaren ein Rendezvous am folgenden Tag. Bei dieser Begegnung sticht dem Mann die augenscheinliche Hässlichkeit der Frau ins Auge und er bereut seine Zutraulichkeit vom Vortag. So benimmt er sich auch sehr zurückhaltend.
Trotzdem lehnt sich die Schriftstellerin beim folgenden Museumsbesuch an ihn, um dann zu sich zu kommen und wegzulaufen. Am Abend erhält der Schriftsteller einen Brief, in dem die Schriftstellerin ihm von ihrem Leben erzählt. Immer schon hat sie unter ihrer mangelnden Anziehungskraft gelitten. Ein ganzes Leben sehnte sie sich nach Liebe, doch alle ihre Verhältnisse sind eigentlich keine. Sie wird immer wegen ihres Äußeren zurückgewiesen. Später erfährt der Schriftsteller, dass sich Martha an der Riviera das Leben genommen hat.